# Sheila Allen (Schauspielerin, 1932)
Sheila Allen (* 22. Oktober 1932 in Chard, Somerset, England; † 13. Oktober 2011 in London, England) war eine britische Schauspielerin.

## Leben

### Ausbildung und Theater
Sheila Allen wurde als Tochter von William Allen und dessen Ehefrau Dorothy Essex (geb. Potter) geboren. Sie besuchte die Howell’s School in Denbigh, Clwyd. 
Allen absolvierte nach ihrem Schulabschluss von 1949 bis 1951 eine Schauspielausbildung an der Royal Academy of Dramatic Art. Erste Theaterauftritte hatte sie bei Repertoiretheatern in Yeovil und in Pitlochry. Beim Pitlochry Festival spielte sie 1953 die Lucy in der Komödie The Rivals von Richard Brinsley Sheridan. Von 1954 bis 1956 war sie Mitglied bei der Arena Theatre Company in Birmingham. Dort trat sie unter anderem als Katharina in Der Widerspenstigen Zähmung, als Beatrice in Viel Lärm um nichts und als Alkmene in Amphitryon 38 von Jean Giraudoux auf. 1957/1958 spielte sie bei der Bristol Old Vic Company am Theatre Royal in Bristol. Dort trat sie unter anderem als Hippolyta in Ein Sommernachtstraum (mit Gastspielen in London), als Mrs. Pearce in Pygmalion und als Marfa Zlototochienko in der Komödie Romanoff and Juliet von Peter Ustinov auf.    
1962 spielte sie am Theatre Royal in Stratford East in London die Rolle der Drusilla in dem Theaterstück On a Clear Day You Can See Canterbury von Charles Colby, wofür sie sehr gute Kritiken erhielt. 1962 verkörperte sie am Old Vic Theatre in London die Rolle der Portia in der Tragikomödie Der Kaufmann von Venedig. 1962 trat sie auch erstmals bei der Royal Shakespeare Company auf. Sie übernahm die Rolle der Schwiegertochter Kerstin in dem Einakter Mit dem Feuer spielen von August Strindberg. Von 1966 bis 1978 war sie festes Mitglied der Royal Shakespeare Company.  Allens Shakespeare-Rollen bei der Royal Shakespeare Company waren unter anderem: Lady Percy in Heinrich IV. (Stratford, 1966), Lady Macduff in Macbeth (Stratford und London, 1967/1968), Lady Capulet in Romeo und Julia (Stratford, 1967), Goneril in König Lear (Stratford und London, 1968 und 1974), Helena in Troilus und Cressida (Stratford, 1968), Constanze in König Johann (Stratford und London, 1974/1975) und die Königin in Cymbeline (Stratford, 1974).
Weitere Theaterrollen Allens waren: Helen Rawston in Belcher's Luck von David Mercer (Royal Shakespeare Company, Aldwych Theatre, London, 1966; Regie: David Jones), Polly Carter in Unter dem Milchwald von Dylan Thomas (Royal Shakespeare Company, Aldwych Theatre, London, 1968), Lady Macbeth und Erste Hexe in Macbeth (Shaw Theatre, London, 1973), die Titelrolle in Queen Christina von Pam Gems (The Other Place Theatre, Stratford, 1977/1978), Paulina in Ein Wintermärchen (Brooklyn Academy of Music, 1980; Regie: David Jones), Volumnia in Coriolan (Shakespeare Theatre, Washington, D.C., 2000) und La Madrecita de la Perdidos in Camino Real von Tennessee Williams (Shakespeare Theatre, Washington, D.C., 2000).

### Film und Fernsehen
Allen übernahm im Laufe ihrer Karriere sporadisch immer wieder auch Rollen in Kinofilmen. Der Schwerpunkt ihrer Tätigkeit als Schauspielerin war jedoch die Theaterbühne. 
In dem Science-Fiction-Film Die Kinder der Verdammten (1964), einer Fortsetzung des Horror-Klassikers Das Dorf der Verdammten übernahm sie die Rolle der Diana Looran; sie spielte darin eine Mutter, die ihren Sohn hasst und vorgibt, niemals mit einem Mann sexuellen Kontakt gehabt zu haben. Weitere Filmrollen Allens waren: Lady Diane Clarke in dem Kriminalfilm Die Morde des Herrn ABC (1965), Mrs. Merchant in dem Filmdrama Die vergessene Insel (1988), Jamies Mutter in Tatsächlich… Liebe (2003) und eine Hexe (Ministry Witch) in Harry Potter und der Feuerkelch (2005).   
Häufig arbeitete Allen auch für das Fernsehen. In der britischen Fernsehserie Nummer 6 spielte sie 1967, an der Seite von Patrick McGoohan, in der Folge A., B. & C. eine Wissenschaftlerin, die verschiedenen Experimenten mentaler Willensbeeinflussung unterzogen wird. Besondere Bekanntheit erreichte Allen im Fernsehen insbesondere durch ihre Rolle als Cassie Manson in der britischen Fernsehserie Bouquet of Barbed Wire (1976) und deren Fortsetzung Another Bouquet (1977). Allen verkörperte darin eine verheiratete Frau aus der britischen Middle Class, die sich während eines Sommers auf ein romantisches Liebesabenteuer mit ihrem amerikanischen Schwiegersohn einlässt; Allens Partner waren James Aubrey und Frank Finlay. In der britischen Fernsehserie Shroud for a Nightingale, einer Literaturverfilmung von P. D. James, spielte sie 1985 die Rolle der Hausmutter und Oberschwester Mary Taylor. In der britischen Kriminalserie Agatha Christie’s Poirot war sie 1989 in der Folge Eine Tür fällt ins Schloss in der Rolle des Mordopfers Mrs. Adeline Clapperton zu sehen. 
Sie übernahm auch Episodenrollen in verschiedenen weiteren Fernsehserien, unter anderem in Die vier Gerechten (1964), Z Cars (1970–1973), Crown Court (1975–1982), Polizeiarzt Dangerfield (1995) und Doctors (2003).
Allen arbeitete auch als Schauspiellehrerin. Sie unterrichtete unter anderem am Lee Strasberg Theatre and Film Institute in New York City und an der Guildford School of Acting in Guildford, Surrey.

## Privates
Allen heiratete 1964 den Theater- und Fernsehregisseur David Jones († 2008), unter dessen Regie sie auch mehrfach auftrat. Die Ehe wurde später wieder geschieden. Aus der Ehe gingen zwei Söhne hervor. Sie hatte eine Schwester Joan, die bereits vor ihr starb.

## Filmografie (Auswahl)
- 1955: Confession
- 1959: The Flying Doctor (Fernsehserie, eine Folge)
- 1960: Die vier Gerechten (The Four Just Men) (Fernsehserie, zwei Folgen)
- 1964: Die Kinder der Verdammten (Children of the Damned)
- 1965: Die Morde des Herrn ABC (The Alphabet Murders)
- 1967: Nummer 6 (The Prisoner) (Fernsehserie, eine Folge)
- 1969: 2 durch 3 geht nicht (Three Into Two Won’t Go)
- 1970–1973: Z Cars (Fernsehserie, drei Folgen)
- 1971: Um 9 Uhr geht die Erde unter (City Beneath the Sea) (Fernsehfilm)
- 1975–1982: Crown Court (Fernsehserie, sechs Folgen)
- 1976: Bouquet of Barbed Wire (Fernsehserie)
- 1977: Another Bouquet (Fernsehserie)
- 1984: Shroud for a Nightingale (Fernsehserie)
- 1984: Handlanger des Todes (The Glory Boys) (Fernsehserie)
- 1988: Die vergessene Insel (Pascali's Island)
- 1989: Agatha Christie’s Poirot (Fernsehserie, eine Folge)
- 1991: Casualty (Fernsehserie, eine Folge)
- 1992: Wie ein Licht in dunkler Nacht (Shining Through)
- 1995: Polizeiarzt Dangerfield (Dangerfield) (Fernsehserie, eine Folge)
- 2003: Doctors (Fernsehserie, eine Folge)
- 2003: Tatsächlich… Liebe (Love Actually)
- 2005: Harry Potter und der Feuerkelch (Harry Potter and the Goblet of Fire)